# Stelis holocyanea
Stelis holocyanea är en biart som först beskrevs av Cockerell 1925.  Stelis holocyanea ingår i släktet pansarbin, och familjen buksamlarbin. Inga underarter finns listade i Catalogue of Life.